# 哈通卡薩山 (托馬斯弗里亞斯省)
19°23′25″S 65°36′55″W / 19.39028°S 65.61528°W
哈通卡薩山（Jatun Q'asa），是玻利維亞的山峰，位於該國西南部波托西省托马斯·弗里亚斯县，處於瓦伊拉瓦西山以西，屬於安第斯山脈的一部分，海拔高度4,590米